# Националистическое революционное движение (Боливия)
Националистическое революционное движение (исп. Movimiento Nacionalista Revolucionario; MNR) — политическая партия Боливии, основана в 1942 году. Партия была ведущей силой в Боливийской национальной революции и сыграла значительную роль в истории Боливии, начиная с 1941 года. Ныне играет маргинальную роль в боливийской политике.

## Возникновение
Националистическое революционное движение (НРД) было основано в 1941 году как политическая оппозиция существовашему режиму будущими президентами Виктором Пасом Эстенсоро и Эрнаном Силесом Суасо. Вскоре организация привлекла некоторых из самых ярких представителей боливийской интеллигенции. Среди наиболее видных сторонников партии — такие исторические личности, как Умберто Гусман Фрике, Хуан Лечин, Карлос Монтенегро Кирога, Вальтер Гевара Арсе, Хавьер дель Гранадо, Аугусто Сеспедес Патси, Лидия Гейлер, Ньюфло Чавес Ортис, Эдуардо Арсе Кирога, Гильермо Бедрегаль и Гонсало Санчес де Лосада, некоторые из которых впоследствии стали президентами Боливии.
На момент своего создания это была левая реформистская партия, подобная аналогичным латиноамериканским партиям на их ранних этапах, таким как Доминиканская революционная партия, Демократическое действие (Венесуэла), мексиканская Институционно-революционная партия или Американский народно-революционный альянс (Перу). НРД впервые пришло к власти в 1943 году как сторонник реформистского военного режима Гуальберто Вильярроэля. НРД было ослаблено профашистскими симпатиями поддерживаемого им президента и его последующим свержением в 1946 году альянсом Левой революционной партии с правоконсервативными силами традиционной олигархии.
В оппозиции НРД объединило усилия с троцкистской Революционной рабочей партией, наряду с которой активно участвовало в рабочем движении (прежде всего Федерации профсоюзов рабочих горнорудной промышленности Боливии Хуана Лечина), в Парламентском блоке шахтёров, занявшем третье место на выборах 1947 года. К 1951 году движение восстановило свои силы, став наиболее крупной и организованной партией страны, объединяющей представителей различных социальных слоёв от крестьян и рабочих до буржуазии.

## История

### Боливийская национальная революция (1952—1964)
Националистическое революционное движение возглавило левую Боливийскую национальную революцию 1952 года и управляло страной до 1964 года, когда оно было свергнуто в ходе военного переворота Рене Баррьентоса. Во время президентства Пас Эстенсоро (1952—1956 и 1960—1964) и Эрнана Силеса Суасо (1956—1960) НРД и её союзники (прежде всего возглавляемый её членом Хуаном Лечином Боливийский рабочий центр и троцкистская Революционная рабочая партия) были высшими лидерами революционного периода, введя в Боливии всеобщее избирательное право, национализировав оловянные рудники, инициировав обширную аграрную реформу и новую систему образования.
За это время многие старые партии традиционной элиты, которые ранее доминировали в политике Боливии, либо исчезли, либо потеряли актуальность. Это поставило НРД, представлявшую интересы национальной буржуазии, первоначально действовавшей в смычке с организованным рабочим классом, в центр политического спектра Боливии. Однако отход партии от изначально декларировавшихся ею принципов «революционного национализма» и переход к подавлению революционных движений народных масс привёл её к периоду крупных внутренних кризисов и расколов.

### Диктатуры и расколы (1964—1982)
Партия, наполненная множеством сильных личностей и раздираемая социально-классовыми противоречиями, фактически начала распадаться по политическим и личным причинам с конца 1950-х годов, когда Вальтер Гевара ушёл первым, образовав в 1960 году более правую Подлинную революционную партию, а затем популярный лидер рабоче-профсоюзного крыла НРД Хуан Лечин был изгнан в 1963 году. Силес и Пас разошлись в 1960-х из-за амбиций Паса и личного контроля над партией, однако последней каплей стала поддержка тем крайне правого переворота полковника Уго Бансера Суареса в 1971 году и приобщение НРД к реакционному военному режиму наряду с неофашистской Боливийской социалистической фалангой. Из левых отколов от НРД Лечин сформировал Революционную партию националистических левых, а Силес — Левое националистическое революционное движение.
Потеря партией власти в 1970-х годах усугубила внутрипартийные трения, поскольку основная часть НРД твёрдо поддерживала Паса Эстенсоро, но старый лидер совершил серьёзную ошибку в 1971 году, когда поддержал государственный переворот Уго Бансера. Пас, по-видимому, полагал, что Бансер будет править всего год или два, прежде чем объявить выборы, на которых НРД почти наверняка победило бы. В этом Пас сильно просчитался: Бансер изгнал Паса из страны в 1975 году. Основная часть НРД продолжала поддерживать Паса в изгнании, в то время как одна из фракций осталась лояльной к диктатору, входя в его Народный националистический фронт.
Поддержка Пасом диктатуры Бансера дорого обошлась его партии на выборах в последующие годы. В то время Пас неуклонно двигался вправо и в результате в 1971 году Силес Суасо покинул партию и основал Левое националистическое революционное движение. Пас Эстенсоро возглавил собственно НРД на всеобщих выборах в Боливии 1978, 1979 и 1980 годов, но занял лишь третье, второе и второе места соответственно. После последних выборов у его партии было 10 сенаторских и 34 депутатских мест, однако ультраправый переворот генерала Луиса Гарсиа Месы покончил с кратковременными надеждами на восстановление демократии и парламентаризма; НРД, как и остальные партии центристского и левого толка, была запрещена.

### Реформистский период (1985—2003)
После возвращения к демократии в правительствах периода 1985—1989, 1993—1997 и 2002—2003 годов НРД способствовала экономической либерализации, главным образом, посредством известного верховного указа № 21060, и процесса приватизации, более известного как капитализация основных государственных компаний, а также неолиберальных экономических реформ.
Постепенно идеология Националистического революционного движения сдвинулась вправо и оно стало правоцентристской реформистской партией в 1980-х годах в четвёртом и последнем правительстве Виктора Паса Эстенссоро. Однако, в 1990-х и начале 2000-х в правительствах Гонсало Санчеса де Лосада оно вернулось к своей первоначальной государственнической и революционной доктрине 1950-х годов.
В эти годы Международный валютный фонд и Всемирный банк продвигали процессы «капитализации» или «приватизации» в развивающихся странах мира, и Боливия не была исключением. НРД в эти годы следовало этой тенденции. Результат этого процесса горячо обсуждается многими сторонниками и противниками. По словам его защитников, большая часть модернизации Боливийского государства за эти годы в области телекоммуникаций, нефте-газовой промышленности и транспорта произошло благодаря этому процессу.

### Реорганизация и упадок (после 2003 года)
Из-за народных восстаний в 2003 году, в основном в городах Ла-Пас и Эль-Альто, Санчес де Лосада бежал из страны и ушёл с поста президента. Националистическое революционное движение вступило в процесс внутреннего обновления всего руководства на национальном уровне. В октябре 2008 года были проведены внутренние выборы руководителей партии в департаментах страны, а в ноябре выборы руководителей секторов и функциональных подразделений с целью реорганизации партии для избирательного цикла, который начался в январе 2009 года с референдума по Новой политической конституции государства, продвигаемой правительством Эво Моралеса, и всеобщие выборы в декабре 2009 года.

## Участие в выборах

### Президентские выборы
| Год  | Кандидат                         | Голосов   | %     | Результат    |
| ---- | -------------------------------- | --------- | ----- | ------------ |
| 1947 | Виктор Пас Эстенссоро            | 5 194     | 5,56% | Поражение    |
| 1951 | Виктор Пас Эстенссоро            | 54 129    | 42,9% | Аннулировано |
| 1956 | Эрнан Силес Суасо                | 787 792   | 84,4% | Победа       |
| 1960 | Виктор Пас Эстенссоро            | 735 619   | 76,1% | Победа       |
| 1964 | Виктор Пас Эстенссоро            | 1 114 717 | 97,9% | Победа       |
| 1966 | Виктор Андраде                   | 88 099    | 8,7%  | Поражение    |
| 1978 | Виктор Пас Эстенссоро            | 213 622   | 11,0% | Поражение    |
| 1979 | Виктор Пас Эстенссоро            | 527 184   | 35,9% | Поражение    |
| 1980 | Виктор Пас Эстенссоро            | 263 706   | 20,2% | Поражение    |
| 1985 | Виктор Пас Эстенссоро            | 456 704   | 30,4% | Победа       |
| 1989 | Гонсало Санчес де Лосада         | 363 113   | 25,6% | Поражение    |
| 1993 | Гонсало Санчес де Лосада         | 585 837   | 35,6% | Победа       |
| 1997 | Хуан Карлос Дуран                | 396 235   | 18,2% | Поражение    |
| 2002 | Гонсало Санчес де Лосада         | 624 126   | 22,5% | Победа       |
| 2005 | Мичигаки Нагатани Морихита       | 185,859   | 6.5%  | Поражение    |
| 2009 | поддержал Манфреда Уильямса Рио  | 1,212,795 | 26.5% | Поражение    |
| 2014 | Поддержал Самуэля Долорес Медину | 1,253,288 | 24.2% | Поражение    |
| 2019 | Виргиния Лема                    | 42,334    | 0.7%  | Поражение    |

### Парламентские выборы
| Год  | Голосов   | %     | Палата депутатов | +/–  | Положение | Сенат    | +/–  | Положение |
| ---- | --------- | ----- | ---------------- | ---- | --------- | -------- | ---- | --------- |
| 1942 |           |       | 5 из 110         | ▲ 5  | ▲ 7       | 0 из 27  |      |           |
| 1944 |           |       | 56 из 137        | ▲ 51 | ▲ 1       | 0 из 27  |      |           |
| 1947 |           |       | 4 из 111         | ▼ 52 | ▼ 4       | 1 из 27  | ▲ 1  | ▲ 4       |
| 1949 |           |       | 9 из 111         | ▲ 5  | ▲ 3       | 1 из 27  | ▬    | ▼ 5       |
| 1956 | 787 792   | 84,4% | 61 из 68         | ▲ 52 | ▲ 1       | 18 из 18 | ▲ 17 | ▲ 1       |
| 1960 | 735 619   | 76,1% | 51 из 68         | ▼ 10 | ▬ 1       | 18 из 18 | ▬    | ▬ 1       |
| 1962 | 886 572   | 84,7% | 64 из 72         | ▲ 13 | ▬ 1       | 27 из 27 | ▲ 16 | ▬ 1       |
| 1964 | 1 114 717 | 97,9% | 57 из 73         | ▼ 7  | ▬ 1       | 22 из 27 | ▼ 5  | ▬ 1       |
| 1966 | 88 099    | 8,7%  | 0 из 120         | ▼ 57 | ▼ 3       | 0 из 27  | ▼ 22 | ▼ 3       |
| 1979 | 527 184   | 35,9% | 48 из 117        | ▲ 48 | ▲ 1       | 16 из 27 | ▲ 16 | ▲ 1       |
| 1980 | 263 706   | 20,2% | 34 из 130        | ▼ 14 | ▼ 2       | 10 из 27 | ▼ 6  | ▼ 2       |
| 1985 | 456 704   | 30,4% | 43 из 130        | ▲ 9  | ▲ 1       | 16 из 27 | ▲ 6  | ▲ 1       |
| 1989 | 363 113   | 25,6% | 40 из 130        | ▼ 3  | ▬ 1       | 9 из 27  | ▼ 7  | ▬ 1       |
| 1993 | 585 837   | 35,6% | 52 из 130        | ▲ 12 | ▬ 1       | 17 из 27 | ▲ 8  | ▬ 1       |
| 1997 | 396 235   | 18,2% | 26 из 130        | ▼ 26 | ▼ 2       | 5 из 27  | ▼ 12 | ▼ 2       |
| 2002 | 624 126   | 22,5% | 36 из 130        | ▲ 10 | ▲ 1       | 11 из 27 | ▲ 6  | ▲ 1       |
| 2005 | 185 859   | 6,47% | 7 из 130         | ▼ 29 | ▼ 4       | 1 из 27  | ▼ 10 | ▼ 4       |